# Oriental Empires
Oriental Empires è un videogioco strategico a turni ambientato nell'antica Cina. È stato sviluppato da R.T. "Bob" Smith e John Carline e pubblicato da Iceberg Interactive il 14 settembre 2017 per Windows, non prima di aver avuto un accesso anticipato il 20 settembre 2016. Il 4 gennaio 2018 è stato reso disponibile anche sulla piattaforma GOG.com.

## Modalità di gioco
Come nel gioco Civilization di Sid Meier, il giocatore ha il compito di fondare città, costruire edifici, reclutare unità, ricercare nuove tecnologie e condurre missioni diplomatiche.
Le tecnologie si ricercano da quattro rami (Potere, Artigianato, Pensiero e Conoscenza), ed è possibile ricercare una tecnologia da ognuno dei quattro rami, ricercando quindi 4 tecnologie al contempo. Sono inoltre divise in tre periodi storici: Età del Bronzo, Età dei Paesi in Guerra ed Età Imperiale.
Due parametri generali dell'impero aiutano a reggere domini immensi, e sono la Cultura e l'Autorità.
- Cultura: rappresenta quanto è avanzato il proprio regno, e il grado di volontà d'associazione del popolo nei confronti del sovrano. Essa riduce lo scontento sia dei contadini che dei nobili (soprattutto questi ultimi), e proviene da molte tecnologie, soprattutto dal ramo del Pensiero (per esempio I Cinque Elementi, o Yin e Yang), oltre che ad essere potenziata da certi editti. La Cultura ha effetti anche sul commercio, in quanto il valore della seta, della ceramica e delle specialità locali aumenta del 50% se esportate ad una fazione di cultura inferiore, e ridotta altrettanto se esportate ad una fazione di cultura superiore.
- Autorità: rappresenta il rispetto che i sovrani locali hanno per lo stato centrale, la paura della punizione per disobbedienza e il credo che uno stato centrale sia necessario e desiderabile. Ogni punto autorità rappresenta un insediamento controllabile con relativa sicurezza in termine di Autorità, e controllare più insediamenti rispetto al punteggio Autorità attuale porta tutti gli insediamenti ad un aumento di scontento di nobili. Inoltre, ogni volta che si insedia un nuovo capofazione, l'autorità cala temporaneamente, rendendo questa transizione un pericolo, soprattutto se il capofazione precedente aveva alta Autorità. L'Autorità si ottiene da certe tecnologie, soprattutto del ramo del Potere e quello del Pensiero. Non ha effetto sullo scontento dei contadini.

A tal proposito, esistono tre tipi di personaggi. Ognuno possiede come icona l'ideogramma semplice del condottiero con elmo, e possono essere usati per guidare un'armata qualsiasi, oppure per governare una città (mandandolo in una guarnigione). Inoltre, sono a capo di una guardia del corpo che lo protegge, oltre che del migliore equipaggiamento di alto morale e di un addestramento eccellente. Sono anche gli unici che possono andare sui punti incontro (icone gialle che appaiono random sulla mappa) e scaturire eventi conseguenti.
- Capofazione: È il Re, l'Imperatore o il Khan della fazione, e la sua icona è rossa. Possiede l'Autorità personale, che aumenta ad ogni grande vittoria e cala ad ogni significante sconfitta.
- Erede: Futuro capofazione, la sua icona è verde scuro. Possiede anche egli l'Autorità personale. Una volta divenuto il nuovo capofazione, il suo livello di Autorità personale scenderà di molto poco. Se l'erede muore prima del capofazione, dopo alcuni turni ne verrà designato un altro. Se il capofazione muore senza eredi, l'Autorità personale del nuovo capofazione calerà parecchio. L'Autorità personale dell'erede ha effetto solo quando diventa il nuovo capofazione.
- Cancelliere: Può essere un generale, o un governatore, e la sua icona è gialla. Non possiede l'Autorità personale.

I personaggi possiedono tutti due caratteristiche comuni:
- Chi: Rappresentato da stelle, è la misura dell'energia e della vitalità dell'uomo, e migliora le abilità di tutte le truppe sotto il suo comando. Ogni punto Chi migliora del 7% le abilità da combattimento di ogni unità al suo seguito.
- Ren: Rappresentato da fulmini, è la misura della virtù, della saggezza e dell'umanità dell'uomo, e riduce lo scontento nelle città che governa. Ogni punto Ren riduce di 10 lo scontento nella città, e aumenta di 1 punto il morale di ogni unità al suo seguito

Quattro sono le condizioni di vittoria: 
- Conquista: la pura e semplice potenza militare contribuisce alla distruzione dei propri rivali, e quando nessuno si oppone al vincitore, allora nessuno dubita della sua supremazia. Vince il giocatore che controlla il 65% della popolazione totale nel gioco. La popolazione controllata dai vassalli del giocatore conta come sotto il controllo del giocatore stesso.
- Figlio del Cielo: se si viene riconosciuti Figlio del Cielo e legittimo Imperatore, allora nessuno può dubitare del dominio legittimo. Vince il giocatore che porta almeno il 75% della popolazione totale nel gioco a riconoscerlo come Imperatore. Contano nel totale la propria popolazione, quella dei vassalli e quella dei giocatori che lo riconoscono come Imperatore.
- Cultura: Sebbene i conquistatori modellano per un poco il mondo, le idee e la cultura hanno un'influenza più duratura. Vince il giocatore che accumula 50 punti cultura e possiede un punteggio del 50% superiore rispetto al secondo giocatore in termini di punti cultura. I punti Vittoria Culturale sono la somma del punteggio Cultura con tutti i punti cultura da edifici costruiti o catturati. Palazzi, templi, altari ed altri edifici forniscono punti Cultura.
- Punteggio: a volte, molte fazioni possono coesistere senza che nessuna domini. Decidere che cosa era indispensabile o di successo vuol dire misurare la grandezza, l'influenza e la cultura. Se nessuno dei giocatori vince per Conquista, Figlio del Cielo o Cultura entro il numero di turni prestabilito, allora il vincitore è quello che accumula più punti vittoria, calcolati basandosi sui punti culturali vittoria, ulla quantità di popolazione controllata direttamente o tramite vassalli, e dalla popolazione che riconosce il giocatore come Imperatore.

Le campagne di gioco sono sei:
- Grande Campagna: parte dal 1500 a.C. circa, con le prime grandi nazioni in Cina, e il suo limite tecnologico termina nel 1500 d.C., col massimo splendore delle armi da fuoco in Cina e la loro conseguente diffusione. Qui, tutte le fazioni iniziano con una città, un capofazione e un gruppo di coloni per fondare una seconda città, e l'obiettivo è portare la propria fazione all'egemonia, con le quattro condizioni di vittoria descritte sopra. È consigliato, per i nuovi giocatori, iniziare con questa campagna, in quanto contiene non pochi consigli.
- Paesi in Guerra: parte dall'anno 407 a.C., e consente di prendere il controllo di uno dei vari stati cinesi nel periodo, per l'appunto detto dei Paesi in Guerra. Sebbene storicamente sia finita con una vittoria finale da parte dei Qin, che storicamente sottomisero tutti i clan cinesi e unificarono l'intero paese, è comunque possibile modificare il corso degli eventi. Qui, tutte le fazioni sono già avanzate nell'Età degli Stati Combattenti, la seconda Epoca del gioco, e possiedono già un determinato numero di città contenenti per giunta infrastrutture già costruite. D'altra parte, la ricerca su tutti i quattro rami è notevolmente rallentata, dato il periodo storico principalmente incentrato.
- Time of the Mongols: una delle due campagne aggiuntive dell'espansione Genghis, è ambientata negli arbori del tredicesimo secolo, e ha le stesse condizioni della campagna standard.
- Life of Genghis Khan: l'altra delle due campagne aggiuntive dell'espansione Genghis, questa descrive i momenti salienti della vita di Temujin, il futuro Gengis Khan, e contiene numerose missioni che egli dovrà compiere. L'obiettivo è eguagliare le sue conquiste entro il limite massimo di turni. Data l'ambientazione della campagna, i Mongoli sono l'unica fazione giocabile.
- I Tre Regni: ambientata appunto nel periodo turbolento dei Tre Regni, questa campagna si estende dal Vietnam ai confini settentrionali della Cina, e consente di giocare tra 26 fazioni, dal tiranno Dong Zhuo a uno dei tre famosi signori Cao Cao, Sun Qian e Liu Bei, a un regno di barbari o banditi. La campagna include anche oltre 300 personaggi storici, nuovi modelli per i soldati di quest'era, compresi i Nanman e i Qiang, e numerosi eventi scriptati che introducono nuovi personaggi o descrivono importanti eventi sia dalla storia che da Il romanzo dei Tre Regni.
- Personalizzata: È possibile scegliere una delle tante fazioni giocabili di entrambe le campagne precedenti, ed impostare le dimensioni della mappa (da minuscole a colossali), la sua fisionomia geologica (l'intera Cina, uno dei suoi punti cardinali, la Mongolia, oppure Cina e Mongolia insieme), e la sua forma geografica (Americhe, Isola, Mediterraneo o Costa Interna). In ogni caso, è possibile impostare il limite massimo di turni di gioco.

A partire dal nuovo aggiornamento del 31 agosto 2018, è possibile i propri scenari personalizzati, creando nuove città con tanto di eserciti e strutture, nuove fazioni e addirittura simboli delle fazioni aggiuntivi.
Nelle città è possibile visualizzare lo scontento dei contadini e dei nobili (due gruppi di ceto separati), oltre che a costruire edifici e reclutare unità, ma anche costruire fattorie e strade, bonificare paludi ed eliminare foreste e giungle:
- Edifici: esistono di due tipologie: esterni ed interni.
  - Interni: si costruiscono nelle città stessa, e richiedono non solo un determinato numero di turni, ma anche una certa somma di denari, per essere costruiti. Si presentano di tre livelli: base (verde), intermedio (rosso) e avanzato (blu)
  - Esterni: si costruiscono al di fuori dei confini della città, e possono essere porti, pescherecci, templi, monasteri, miniere, cave e monumenti. Si comportano come quelli standard in quanto si costruiscono separatamente a quelli interni, ma anch'essi richiedono denaro e tempo per essere costruiti. In compenso, donano bonus per riduzione di scontento, o miglioramenti nell'economia, o anche la possibilità di reclutare unità navali.
- Unità: si reclutano istantaneamente, e si presentano di diversi tipi a seconda del colore della loro figura: contadini (verdi), nobili (rosso), da palazzo (giallo), d'esercito (blu) e tribali (viola). Le unità che presentano perdite possono recuperare gli uomini persi, ma solo nel caso si fermano in città che contengano edifici che ne consentano il reclutamento.
- Miglioramenti: è possibile costruire fattorie, eliminare foreste e giungle o costruire strade e bonificare paludi; ognuna di queste azioni è separata e pertanto, ad ogni turno, possono procedere simultaneamente, oltre che ad essere eseguibili sia all'interno che all'esterno dei confini cittadini:
  - Fattorie: ogni fattoria costruita espande il territorio della città, oltre che ad aumentare i livelli di cibo.
  - Disboscamento: espande lo spazio sfruttabile della città eliminando foreste, giungle ed altri corpi boschivi.
  - Strade e bonifica: è possibile, appunto, costruire strade (per migliorare il commercio e la velocità delle unità) o bonificare le paludi (per migliorare la crescita della città).

Inoltre, nelle modalità a giocatore singolo e multigiocatore, tutti i giocatori impartiscono i loro ordini simultaneamente, grazie anche al sistema di battaglia pre-programmata, favorendo quindi giocatori che non sono coinvolti senza che debbano aspettare il loro turno.

## Fazioni

### Giocabili nella Grande Campagna
Qui sotto i gruppi etnici e le fazioni giocabili nelle campagne a essi appartenenti.
| Cinese                                                                           | Barbarico                         | Mongolo                                  |
| -------------------------------------------------------------------------------- | --------------------------------- | ---------------------------------------- |
| - Shang - Zhou - Qin - Han - Chu - Wu Min Yue - Shu - Ba - Zhao - Wei - Qi - Yan | - Dog Rong - Di bianchi - Dong Yi | - Xiongnu - Xianbei - Dingling - Mongoli |

| Cinese                                                     | Barbarico                         | Mongolo                        |
| ---------------------------------------------------------- | --------------------------------- | ------------------------------ |
| - Shang - Zhou - Han - Chu - Shu - Qin - Wu - Min Yue - Ba | - Dong Yi - Dog Rong - Di bianchi | - Xiongnu - Dingling - Xianbei |

| Cinese                                                                                                  | Barbarico  | Mongolo             |
| --- | ---------- | ------------------- |
| - Qin - Han - Zhao - Wei - Chu - Qi - Shu - Yue - Yan - Jin - Song - Zhou - Zheng - Lu - Ba - Zhongshan | - Dog Rong | - Xiongnu - Dong Hu |

| Mongolo | Islamico          |                                         | Barbarico      |
| --- | ----------------- | --------------------------------------- | -------------- |
| - Mongoli - Kara Khitay - Turchi Kangli - Naiman - Kitai - Tatari - Khanato Kereite - Merkiti - Kirghisi - Khanato Karakhanide | - Impero corasmio | - Xi Xia - Dinastia Jīn - Dinastia Song | - Uiguri Qocha |

| Cinese | Barbarico                                                       | Mongolo                      |
| --- | --------------------------------------------------------------- | ---------------------------- |
| - Liu Bei - Cao Cao - Sun Jian - Yuan Shao - Dong Zhuo - Lü Bu - Gongsun Zan - Yuan Shu - Liu Biao - Ma Teng - Han Sui - Liu Yao - Shi Xie - Cinque Picchi - Gongsun Du - Zhang Yang - Tao Qian - Qiang | - Nanman - Banditi dell'Onda Bianca - Banditi Heishan - Shanyue | - Xiongnu - Yufuluo - Wuhuan |

### Fazioni non giocabili
Il gioco comprende anche quattro fazioni non giocabili e non disponibili dall'inizio: i Turbanti Rossi, i Turbanti Gialli, i Sopraccigli Rossi e il Loto Bianco. Queste prime quattro fazioni sono virtualmente casuali, e si verificano quando lo scontento dei contadini raggiunge livelli notevoli. In questo caso, la città passa immediatamente sotto il controllo dei rivoltosi, e con essa tutta la guarnigione. Ad essi possono unirsi eserciti formati in prevalenza da unità contadine, cosa che invece è improbabile se l'esercito è composto da unità nobili, tribali, da palazzo o d'esercito.
Inoltre, sono presenti altre due fazioni ribelli. I banditi sono i meno pericolosi, dato che compaiono quando l'insoddisfazione contadina è piuttosto alta ma comunque non sufficiente da scatenare una ribellione, essendo in genere formati da unità di scarso livello, non provano mai a sottomettere una città, e il loro unico scopo è saccheggiare le fattorie della fazione interessata.
I ribelli nobili sono invece scaturiti allo stesso modo delle fazioni ribelli dei contadini: ovvero, se le prime quattro fazioni ribelli descritte sopra richiedono elevati livelli di scontento dai contadini, allo stesso modo i ribelli nobili necessitano, appunto, di altissimi livelli di scontento da parte dei nobili stessi. In questo caso, però, si parla di guerra civile, da non confondersi con la pura e semplice ribellione. Come per le ribellioni dei contadini, quelle dei nobili prendono il controllo della città e di tutta la guarnigione, e possono attirare a sé gli eserciti formati in prevalenza da unità nobili.

## Contenuti scaricabili
Il 13 novembre del 2018, è stato pubblicato il primo DLC sul gioco, incentrato su Gengis Khan (Oriental Empires: Genghis). Questo DLC include nuove tecnologie, risorse, edifici e personaggi, un roster di unità mongoliche rinnovato e nuove unità per le tribù turche e l'impero corasmio, conseguendo due nuove campagne storiche e un nuovo tipo di campagna sandbox. La prima nuova campagna storica, chiamata Time of the Mongols, si estende dalla Cina orientale e dalle steppe mongoliche fino al Mar Caspio. La seconda, Life of Genghis Khan, si incentra sulle gesta di Temujin.
Il secondo DLC del gioco, Three Kingdoms è incentrato sull'epoca dei Tre Regni. Uscito nell'estate del 2019, esso include una nuova campagna di 26 fazioni, estesa dal nord della Cina al Vietnam; tra le varie fazioni troviamo quella comandata da Dong Zhuo, i tre principali regni di Wei, Wu e Shu, o persino una confederazione di barbari e banditi. L'espansione include inoltre nuovi ritratti e modelli nel gioco, più di 300 personaggi storici, e nuovi eventi scriptati, presi sia dalla storia che da Il romanzo dei Tre Regni.

## Accoglienza
| Testata                          | Giudizio |
| -------------------------------- | -------- |
| Metacritic (media al 30-01-2020) | 74/100   |
| PC Gamer                         | 72/100   |
| wccftech                         | 6.5/10   |
| SpazioGames                      | 7.0/10   |

Oriental Empires possiede al momento un punteggio di 74 punti sul sito Metacritic, punteggio basato su 16 recensioni dalla critica. Brendan Caldwell della Rock, Paper, Shotgun ha recensito il gioco uscito in Accesso Anticipato nel 2016 ,e ne ha notato i vari problemi tecnici. Luke Plunkett di Kotaku, nella sua recensione basata anch'essa sull'Accesso Anticipato, lo ha ritenuto promettente, ma ha anche notato che "la presentazione del gioco è piuttosto scarna, e sottolavorata, e il tutorial è piuttosto malfatto". Luke Winkie di PC Gamer ha chiamato il gioco completo "Un gioco a 4X permetto con un sistema di combattimento innovativo che sembra un po' blando quando affronta la ricchezza dell'ambientazione" e lo ha votato con un 72. Chris Wray della wccftech lo ha votato 6.5 su 10, e ne ha criticato la mancanza di varietà e spessore. Charles Ellis di Wargamer ha lodato il gioco per "la sua ambientazione insolita e le meccaniche innovative".
Il gioco si è inoltre classificato nella classifica di Steam Early Access Grads, ossia i giochi che più hanno venduto nell'accesso anticipato nel 2017, ricevendo un trofeo d'argento.